# Piipsjärvi
Piipsjärvi är en sjö i kommunen Oulais i landskapet Norra Österbotten i Finland. Sjön ligger 73,5 meter över havet. Arean är 3,89 kvadratkilometer och strandlinjen är 14,06 kilometer lång. Sjön  ingår i Pyhäjoki älvs huvudavrinningsområde.   Den ligger omkring 79 kilometer söder om Uleåborg och omkring 460 kilometer norr om Helsingfors. 
I sjön finns ön Järvisaari. 